# تكتل مجتمع الميم في البرلمان الأوروبي
يجمع تكتل مجتمع الميم في البرلمان الأوروبي بين أعضاء البرلمان الأوروبي من مجموعات سياسية مختلفة، ويدافع عن حقوق المثليين في الاتحاد الأوروبي.

## المذكرات و المراجع
1. ↑  "[Focus] Green, left and Liberal MEPs lead way on gay rights". euobserver.com (بالإنجليزية). 15 May 2014. Archived from the original on 2022-04-25. Retrieved 2018-12-24..